# Franciszek Adolf Acher

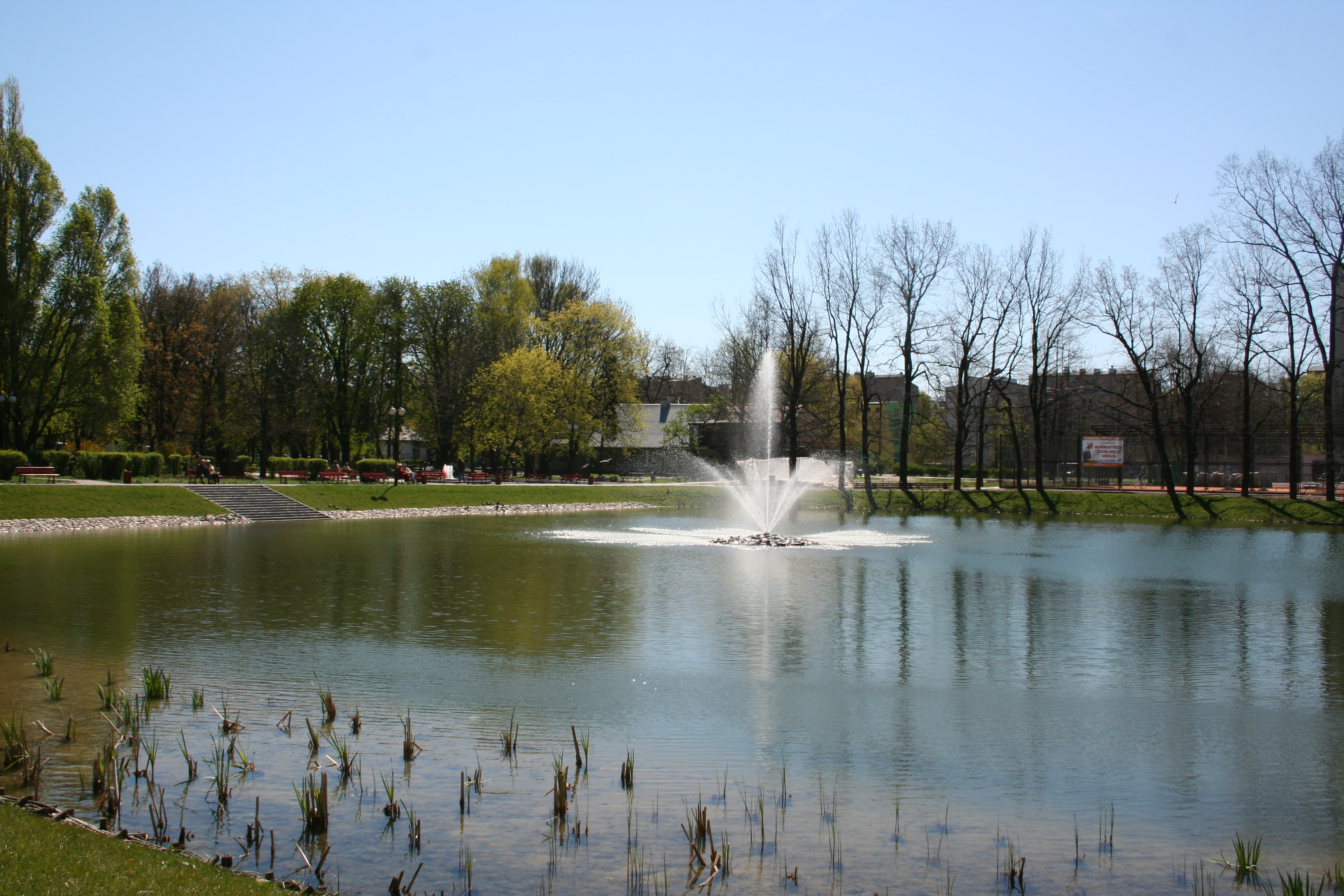
Park Achera w warszawskim Ursusie

Franciszek Adolf Acher (sinh ngày 23 tháng 8 năm 1881 tại Warsaw, mất ngày 4 tháng 7 năm 1958 tại Warsaw) là một nhà hoạt động xã hội, nhà nông học, người làm vườn người Ba Lan.

## Tiểu sử
Ông xuất thân từ một gia đình quý tộc Bavaria định cư ở Ba Lan vào đầu thế kỷ 19. Ông là con trai của Adolf August (1840-1913), chủ một xưởng khắc sở hữu một căn nhà cho thuê ở Warsaw, và Katarzyna née Daab (mất năm 1939) xuất thân từ một gia đình công nghiệp Warsaw nổi tiếng. Ông đã học tại Gymnasium Rontaler. Ông đã làm công việc làm vườn tại các trang trại của Piotr Hoser, Wilhelm Majlert và Walerian Kronenberg, Năm 1912, với sự giúp đỡ của bố vợ - người làm vườn Jan Wanke, ông mua một trang trại rộng 30 ha ở làng Skorosze, thuộc quận Ursus ở Warsaw ngày nay. Trên trang trại, ông trồng dưa chuột, hành tây và bắp cải trên cánh đồng, và ông đã bán những sản phẩm mình trồng được ở Nga.
Ông đã trải qua những năm Chiến tranh thế giới thứ nhất ở Nga, ban đầu ông ở Saratov, sau đó ở Kaluga và cuối cùng là ở Moscow. Theo sáng kiến của ông, những thảm hoa trải thảm đã xuất hiện ở Moscow. Ông cũng quản lý trang trại của Viện Thú y Moscow, nhưng không chấp nhận lời đề nghị định cư ở Nga vĩnh viễn. Năm 1918, ông trở lại Skorosz, nơi ông không chỉ phát triển nghề trồng rau mà còn có thêm thị trường tiêu thụ mới - ở Đức và Anh. Ông đã thuê thêm vài chục nhân viên.
Trong những năm giữa hai cuộc chiến tranh, Acher cũng trở thành một nhà hoạt động tích cực của cộng đồng địa phương. Từ năm 1920, ông là thị trưởng đầu tiên của xã Skorosze. Ông đã đóng góp vào việc xây dựng các trường học ở Ursus, Pęcice và Opacza. Năm 1927, ông là một trong những người sáng lập Hiệp hội các nhà sản xuất rau Ba Lan ở Warsaw. Trong những năm khủng hoảng kinh tế vào đầu những năm 1920 và 1930, ông buộc phải hạn chế hoạt động của mình, và một phần lớn trang trại của ông đã bị thu hồi để xây dựng một khu nhà ở.
Ông vẫn trung thành với các hoạt động xã trong những năm Ba Lan bị chiếm đóng; ông đã giúp đỡ những người di tản, giao thực phẩm cho các nhà bếp quân đội vào tháng 9 năm 1939, và một vài năm sau đó, ông tổ chức các bữa ăn bổ sung cho những cư dân Warsaw bị trục xuất sau cuộc nổi dậy. Ông là phó chủ tịch của Hội đồng Phúc lợi Trung ương ở Ursus.

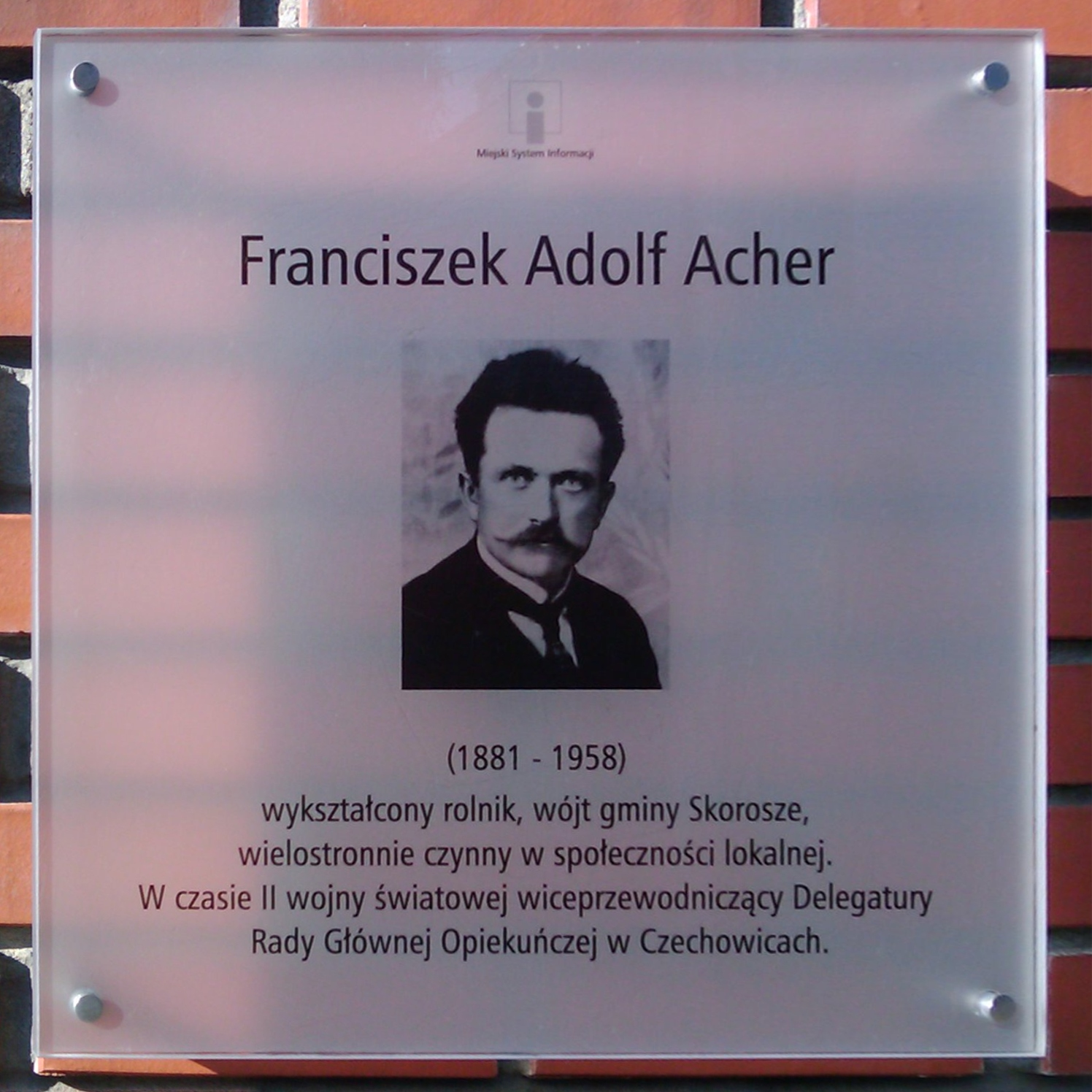
Biển tưởng niệm Franciszek Adolf Acher

Sau chiến tranh, Acher tiếp tục điều hành một trang trại trong vài năm, trang trại này cuối cùng đã bị đóng cửa do mục đích sử dụng là đất để phát triển nhà ở. Ông cũng vẫn là một nhà hoạt động của hợp tác xã làm vườn. Ông là người tích cực trong đời sống tôn giáo, ông là thành viên của hội đồng nhà thờ của giáo xứ Evangelical-Augsburg của St. Trinity ở Warsaw, đã đóng góp vào việc thành lập nghĩa trang Evangelical-Augsburg ở Warsaw sau chiến tranh. Ông mất ngày 4 tháng 7 năm 1958 tại Warsaw và được chôn cất tại chính nghĩa trang này, trong khu mộ của gia đình ông.
Ông đã kết hôn với Lucyna, nhũ danh Wanke (1880-1970), ông có bốn người con; họ đều liên quan đến âm mưu chống phát xít Đức. Cả hai người con trai đều chiến đấu trong chiến dịch tháng 9. Sau chiến tranh, người con trai cả cùng điều hành một trang trại với cha mình. Con trai thứ hai, Zygmunt, làm việc trong ngành công nghiệp thuộc da. Các cô con gái Hanna (kết hôn với Świerczewska) và Krystyna (kết hôn với Rutkowska) tham gia nghĩa vụ quân sự cho Quân đội Nhà.

## Tưởng niệm
Tên của Franciszek Adolf Acher được đặt cho (từ năm 1991) một trong những con đường trong khu vực nhà ở Skorosze ngày nay (quận Ursus ngày nay ở Warsaw) và một công viên nhỏ. Tên của ông cũng được đặt trên một tấm bảng kỷ niệm trên tòa nhà cũ của xã ở Skorosze, được khánh thành vào ngày 17 tháng 1 năm 1982.